# Peru International 1997
Die Peru International 1997 im Badminton fanden Mitte Juni 1997 statt.

## Sieger und Platzierte
| Disziplin    | Gold                                   | Silber                                   | Bronze                        |
| ------------ | -------------------------------------- | ---------------------------------------- | ----------------------------- |
| Herreneinzel | Rasmus Wengberg                        | Niels Christian Kaldau                   | Gerben Bruijstens             |
| Herreneinzel | Rasmus Wengberg                        | Niels Christian Kaldau                   | Iain Sydie                    |
| Dameneinzel  | Pernille Harder                        | Lorena Blanco                            | Johanna Holgersson            |
| Dameneinzel  | Pernille Harder                        | Lorena Blanco                            | Adrienn Kocsis                |
| Herrendoppel | Iain Sydie Rasmus Wengberg             | Gerben Bruijstens Niels Christian Kaldau | Ernesto Osma Alberto Perez    |
| Herrendoppel | Iain Sydie Rasmus Wengberg             | Gerben Bruijstens Niels Christian Kaldau | Mario Carulla Gustavo Salazar |
| Damendoppel  | Pernille Harder Johanna Holgersson     | Ximena Bellido Lorena Blanco             | Sandra Jimeno Doriana Rivera  |
| Damendoppel  | Pernille Harder Johanna Holgersson     | Ximena Bellido Lorena Blanco             | Pilar Bellido Lucero Chueca   |
| Mixed        | Niels Christian Kaldau Pernille Harder | Gustavo Salazar Lorena Blanco            | Mario Carulla Adrienn Kocsis  |
| Mixed        | Niels Christian Kaldau Pernille Harder | Gustavo Salazar Lorena Blanco            | Iain Sydie Ximena Bellido     |